# Frío octubre

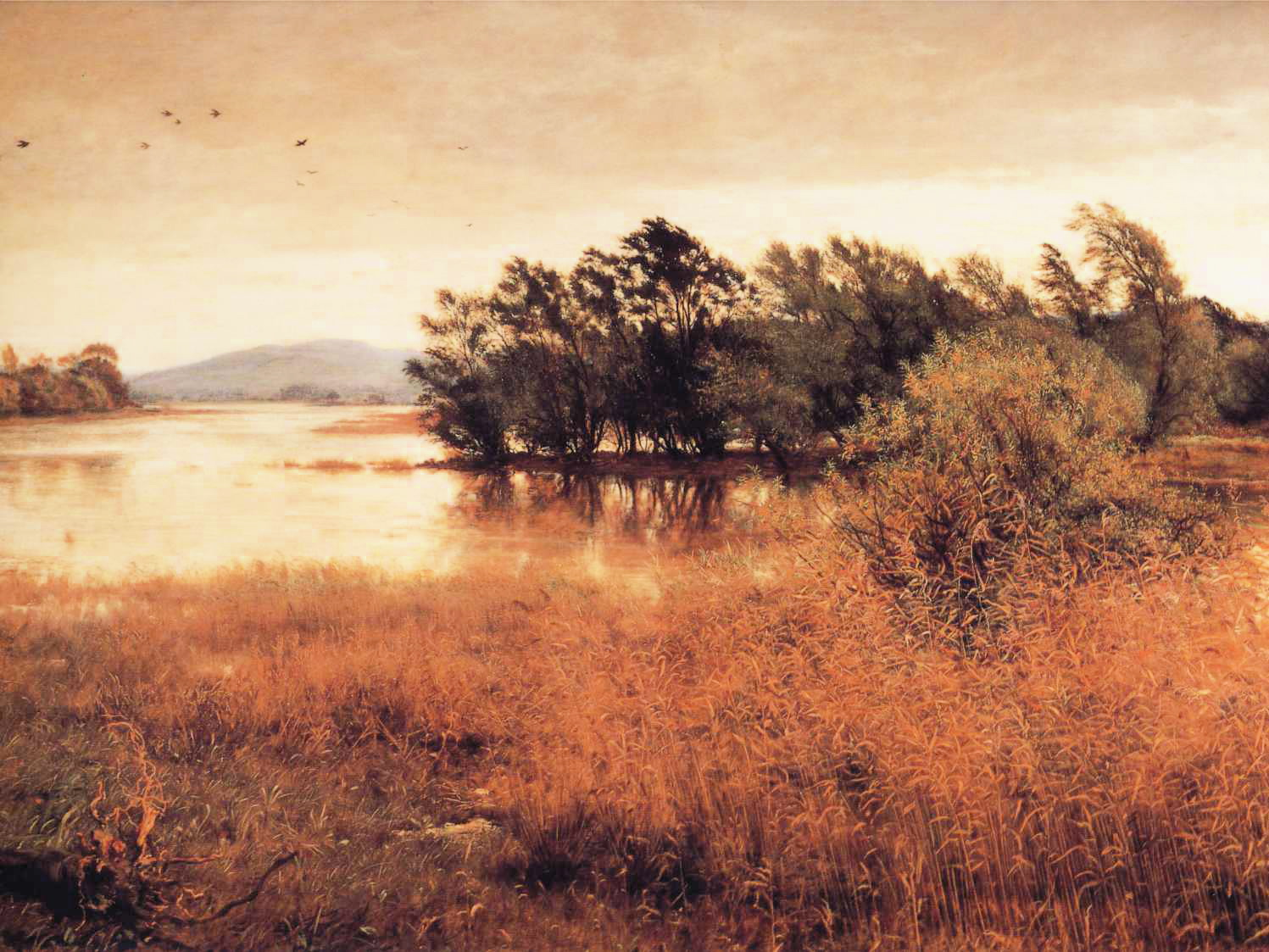
Millais, Frío octubre, 1870, colección privada.

Frío octubre (Chill October, en el original en inglés) es una pintura al óleo de 1870 de John Everett Millais que representa un sombrío paisaje escocés en otoño. La pintura mide 141 centímetros × 186,7 cm. Fue el primer paisaje escocés a gran escala pintado por Millais.
La obra fue pintada al aire libre, cerca de la vía férrea de Perth a Dundee, cerca de la casa familiar de la esposa de Millais, Effie Gray, en Bowerswell House en Perth. 
Millais notó la escena por primera vez cuando pasaba un tren y volvió a pintarla. El primer plano de la derecha está dominado por hierba alta, con el paisaje a la izquierda extendiéndose más allá de la orilla de un río con sauces y juncos azotados por el viento hasta una colina distante junto al estuario del Tay. La escena está dominada por verdes apagados, amarillos y marrones otoñales, bajo un cielo gris sombrío.
Se exhibió en la Real Academia de Arte (Royal Academy of Art) en 1871 y ganó un premio en la Exposición Universal de París en 1878. Fue comprada en 1871 por 1,000 libras por Samuel Mendel para su casa en Manley Hall. Fue vendida en una subasta en 1875 por 3.100 guineas (3.255 libras) y adquirida por William Armstrong para su casa, Cragside.  The Magazine of Art, vol.14 en 1891 describió Frío octubre en la colección de Armstrong como "el paisaje más famoso de la colección... el primero y más noble de sus grandes paisajes. Sería superfluo describir en detalle un cuadro que todos los británicos amantes del arte conocen íntimamente". 
Los herederos de Armstrong lo vendieron en 1910 por 4.800 guineas (5.040 libras esterlinas) y permaneció en la misma familia durante tres generaciones hasta que Andrew Lloyd Webber lo compró en 1991 por 370.000 libras esterlinas.